# Gibraltar Eurobet Division 2011/12
Die Gibraltar Eurobet Division 2011/12 war die 109. Spielzeit der höchsten gibraltarischen Spielklasse der Männer. Den Meistertitel errang Lincoln FC. Jede Mannschaft spielte viermal gegen jede andere Mannschaft.

## Abschlusstabelle
| Pl. | Verein                      | Sp. | S  | U | N  | Tore    | Diff. | Punkte |
| --- | --------------------------- | --- | -- | - | -- | ------- | ----- | ------ |
| 1.  | Lincoln FC (M, P)           | 20  | 17 | 3 | 0  | 082:180 | +64   | 54     |
| 2.  | St Joseph’s FC              | 20  | 10 | 8 | 2  | 054:230 | +31   | 38     |
| 3.  | Manchester United FC        | 20  | 9  | 4 | 7  | 035:310 | +4    | 31     |
| 4.  | Glacis United FC            | 20  | 7  | 4 | 9  | 043:430 | ±0    | 25     |
| 5.  | Lions FC Gibraltar          | 20  | 4  | 6 | 10 | 028:400 | −12   | 18     |
| 6.  | SJ Athletic Corinthians (N) | 20  | 0  | 1 | 19 | 015:102 | −87   | 01     |

| (M) | amtierender gibraltarischer Meister     |
| (P) | amtierender gibraltarischer Pokalsieger |
| (N) | Neuaufsteiger                           |

## Kreuztabelle
| Erste & Zweite Runde    |     | Lincoln FC | Lions FC Gibraltar | Manchester United FC | SJ Athletic Corinthians | St Joseph’s FC |
| ----------------------- | --- | ---------- | ------------------ | -------------------- | ----------------------- | -------------- |
| Glacis United FC        |     | 2:3        | 2:2                | 0:3                  | 4:0                     | 1:3            |
| Lincoln FC              | 4:0 |            | 1:1                | 4:1                  | 7:1                     | 2:2            |
| Lions FC Gibraltar      | 1:1 | 0:4        |                    | 0:3                  | 2:1                     | 1:2            |
| Manchester United FC    | 2:1 | 0:4        | 1:1                |                      | 6:1                     | 0:2            |
| SJ Athletic Corinthians | 0:3 | 1:6        | 1:1                | 0:3                  |                         | 1:6            |
| St Joseph’s FC          | 1:1 | 0:2        | 1:0                | 1:1                  | 4:2                     |                |

| Dritte & Vierte Runde   |     | Lincoln FC | Lions FC Gibraltar | Manchester United FC | SJ Athletic Corinthians | St Joseph’s FC |
| ----------------------- | --- | ---------- | ------------------ | -------------------- | ----------------------- | -------------- |
| Glacis United FC        |     | 2:3        | 3:2                | 2:3                  | 8:2                     | 3:3            |
| Lincoln FC              | 3:0 |            | 3:0                | 4:1                  | 8:2                     | 3:3            |
| Lions FC Gibraltar      | 2:3 | 1:6        |                    | 3:1                  | 7:0                     | 1:1            |
| Manchester United FC    | 2:3 | 0:2        | 1:0                |                      | 3:1                     | 1:1            |
| SJ Athletic Corinthians | 0:4 | 0:11       | 1:3                | 0:2                  |                         | 1:11           |
| St Joseph’s FC          | 4:0 | 1:2        | 4:0                | 1:1                  | 3:0                     |                |